# Zbigniew Jaskólski
Zbigniew Jaskólski (ur. 7 listopada 1957 we Wrocławiu, zm. 13 marca 2018) – polski fizyk, prof. dr hab.

## Życiorys
11 stycznia 1989 uzyskał doktorat za pracę pt. Geometria procedury Faddeeva-Popova strunie bozonowej Polyakova, a 5 marca 1999 uzyskał stopień doktora  habilitowanego na podstawie rozprawy zatytułowanej Modele strun w wymiarach niekrytycznych 1. 26 lutego 2013 otrzymał tytuł naukowy profesora w zakresie nauk fizycznych. 
Pracował na stanowisku profesora nadzwyczajnego w Instytucie Fizyki Teoretycznej na Wydziale Fizyki i Astronomii Uniwersytetu Wrocławskiego.

## Odznaczenia
- 2009: Medal Komisji Edukacji Narodowej[1]

## Wybrane publikacje
- 1999: Light-cone Formulation and Spin Spectrum of Non-critical Fermionic String[2]
- 2006: Semiclassical Limit of the FZZT Liouville Theory,[2]
- 2008: Elliptic recurrence representation of the N=1 superconformal Block In the Ramond sector[2]
- 2008: Conformal blocks related to the R-R states in the ĉ = 1 superconformal field theories[2]
- 2010: Recursive representation of the torus 1-point conformal block[2]